# Sidodadi (Sungai Rumbai)
Sidodadi is een bestuurslaag in het regentschap Muko-Muko van de provincie Bengkulu, Indonesië. Sidodadi telt 767 inwoners (volkstelling 2010).